# Trò chơi tình ái
Game Sanaeha (tiếng Thái: เกมเสน่หา, tên tiếng Việt: Trò chơi tình ái) là bộ phim truyền hình Thái Lan phát sóng vào năm 2018 do hãng Lakorn Thai sản xuất. Phim phát sóng trên đài Channel 3 (CH3) Thái Lan từ ngày 25 tháng 6 đến ngày 7 tháng 8 năm 2018. Phim có sự tham gia của Jirayu Tangsrisuk và Natapohn Tameeruks, tiếp sóng bộ phim cổ trang Một mảnh đất, một bầu trời của cặp đôi.
Bộ phim đứng thứ năm trong top 10 bộ phim Thái Lan được tìm kiếm nhiều nhất trên Google Thái Lan năm 2018 và nằm trong Top 40 bộ phim truyền hình châu Á phổ biến nhất trong năm 2018.
Bộ phim được HTV2 mua bản quyền với tựa đề Yêu anh chỉ là đùa, phát sóng từ ngày 13 tháng 12 năm 2019.

## Tóm tắt nội dung
Luckkhanai (Nai) là một người đàn ông đẹp trai, vô cùng thông minh, là cháu của Thawat và Wisaka. Anh yêu thầm cô gái tên là  Munechanok (Nok), là con gái của bác anh nhưng sợ thân phận thấp kém nên không dám bày tỏ. Nok là một tiểu thư của gia đình kinh doanh giàu có. Sau khi từ Anh trở về trong dịp kỉ niệm ngày cưới của cha mẹ thì cô vô tình biết được rằng cha mẹ cô đã ly hôn. Vì quá sốc nên cô đã lên kế hoạch giành lại bố của mình từ tay cô người yêu của ông.
Khoảng thời gian cô đau buồn nhất thì người duy nhất ở cạnh cô là Nai, anh chăm sóc và bảo vệ cô. Dần dần cô có tình cảm với Nai nhưng do tính tự cao nên Nok biện hộ rằng cô đang chơi "GAME" với Nai chứ không phải tình yêu gì cả. Khi đó bà ngoại của Nok lại giới thiệu một chàng trai cho Nok nhưng bản chất anh ta là một kẻ ăn bám, không biết kinh doanh, chỉ muốn dựa hơi nên anh ta đã lên kế hoạch cưỡng hiếp Nok và quay phim lại để đăng lên mạng, lấy cớ đó để đòi cưới Nok nhưng Nai đã nói rẳng người trong video là anh chứ không phải ai khác.
Cuộc sống hôn nhân của hai người vô cùng vui vẻ, Nai muốn "có" cô nhưng anh lại không ép buộc Nok, anh muốn đợi cho đến khi Nok thật sự yêu anh và ngày đó cũng tới, hai người có con với nhau. Lúc biết tin, Nok vô cùng hạnh phúc định đợi Nai về để nói với Nai nhưng sự việc lại không xảy ra như thế, sinh ra những sai lầm nối tiếp nhau cho đến lúc cô sinh đứa bé ra...
Sau những lời nói tổn thương đó, Nai đệ đơn ly hôn và hứa sẽ từ bỏ mọi thứ để đổi lấy đứa con. Đứa trẻ được sinh ra và anh rời đến một ngôi nhà mới cách xa Nok. Sau khi nhận ra mình đã phạm sai lầm để gia đình trở lại với nhau và nhận ra mình yêu Nai, cô đã nói lời xin lỗi và gia đình đã giúp đỡ để Nai quay trở lại.
Phải mất vài lời thuyết phục từ Nok, nhưng cuối cùng, Nai đã nghe thấy những gì anh mong muốn từ cô, để cô yêu anh. Họ quyết định chơi trò chơi "Love Forever" và họ sống hạnh phúc mãi mãi.

## Diễn viên

### Diễn viên chính
- Jirayu Tangsrisuk vai Luckanai (Nai) Disathaphorn
  - Nattapat Nimjirawat vai Lackanai (nhỏ)
- Natapohn Tameeruks vai Muaenchanok (Nok) Watcharamporn
  - Kulteera Yhordchang vai Muaenchanok (nhỏ)

### Diễn viên phụ
- Tanyares Ramnarong vai Wisaka (Wi) Watcharamporn - mẹ Nok
- Chatayodom Hiranyatithi vai Tawat Watcharamporn - bố Nok
- Amena Gul vai Pimonkhae (Khae)
- Sattaphong Phiangphor vai Wongwet
- Pitchapa Phanthumchinda vai Penpannee (Penny)
- Premmanat Suwannanon vai Wutta
- Panthila Fuklin vai PripPrao
- Chattarika Sittiprom vai
- Duangta Toongkamanee vai Malinee - bà ngoại Nok
- Khwanruedi Klomklom vai Paipun - mẹ Penny
- Sutita Gatetanon
- Prima Ratchata vai Thosaeng - mẹ Khae
- Mayurin Pongpudpunth vai Nimnuan - mẹ Nai
- Benjapol Cheuyaroon
- Prakasit Bowsuwan vai Sia
- Pajaree Na Nakhon
- Rungthong Ruamthong

## Rating
| Tập        | Ngày phát sóng | Rating |
| ---------- | -------------- | ------ |
| 1          | 25/06/2018     | 3.24   |
| 2          | 26/06/2018     | 3.33   |
| 3          | 02/07/2018     | 3.28   |
| 4          | 03/07/2018     | 3.58   |
| 5          | 09/07/2018     | 2.98   |
| 6          | 10/07/2018     | 2.85   |
| 7          | 16/07/2018     | 3.65   |
| 8          | 17/07/2018     | 4.21   |
| 9          | 23/07/2018     | 3.92   |
| 10         | 24/07/2018     | 3.69   |
| 11         | 30/07/2018     | 3.81   |
| 12         | 31/07/2018     | 4.44   |
| 13         | 06/08/2018     | 4.7    |
| 14         | 07/08/2018     | 5.41   |
| Trung bình | Trung bình     | 3.85   |

## Ca khúc nhạc phim
- เกมหัวใจ / Game Hua Jai - Stamp Apiwat (nhạc dạo)
- กลัวใจ / Glua Jai - Panadda Ruangwut (nhạc kết)